# St. Mauritius (Berlin)

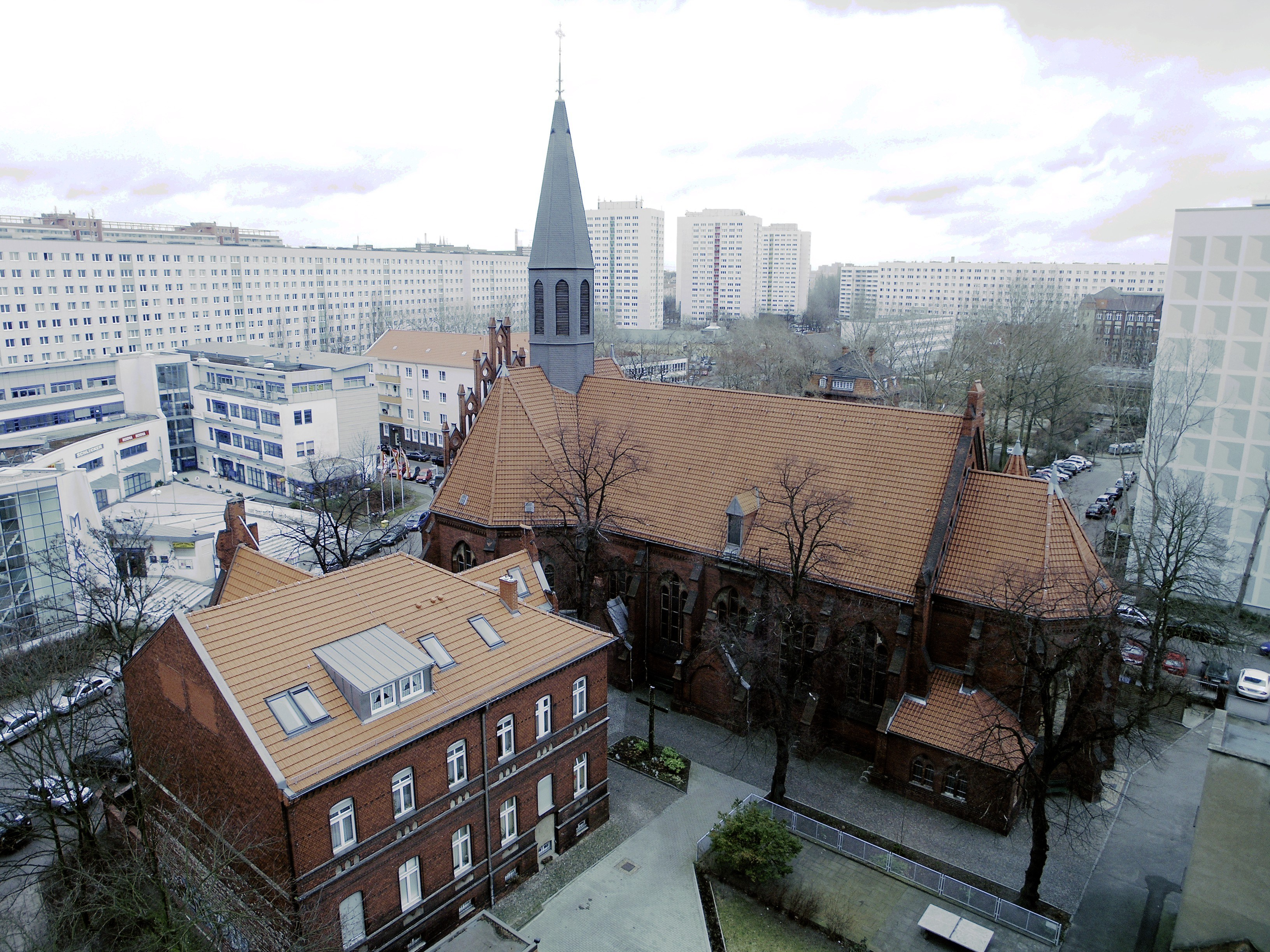
Kirche St. Mauritius und Pfarrhaus

Die römisch-katholische Pfarrkirche St. Mauritius steht im 1969–1976 gebauten Neubaugebiet Frankfurter Allee Süd im Berliner Bezirk Lichtenberg und wurde im Jahr 1892 eingeweiht. Sie ist die Pfarrkirche der Pfarrei St. Mauritius Berlin – Lichtenberg-Friedrichshain im Erzbistum Berlin. Das Bauwerk steht seit den 1970er Jahren unter Denkmalschutz.

## Lage und kurze Baugeschichte
Das Kirchenensemble (Gotteshaus und Pfarrhaus) befindet sich auf einer von den Straßenzügen Mauritiuskirchstraße (zur Bauzeit: Sandweg), Wilhelm-Guddorf-Straße und John-Sieg-Straße (zur Bauzeit: Wartenbergstraße) begrenzten nahezu dreieckigen Fläche von 2112 m² im Ortsteil Berlin-Lichtenberg. Es ist in der damaligen Kolonie Friedrichsberg gelegen und steht unter Denkmalschutz. Zur am 1. Januar 2022 gegründeten Pfarrgemeinde St. Mauritius Berlin – Lichtenberg-Friedrichshain gehören neben der Pfarrkirche St. Mauritius die Kirchen St. Antonius (Friedrichshain), Heilige Dreifaltigkeit (Boxhagen), St. Pius (Friedrichshain) und St. Nikolaus (Friedrichshain).
Für den Bau der Kirche in der Kolonie Friedrichsberg kaufte der Fürstbischöfliche Stuhl zu Breslau am 8. März 1890 vom Rittergutbesitzer Herrmann in Lichtenberg für 29.800 Mark das oben bezeichnete Grundstück.
Der Architekt Max Hasak entwarf für die St.-Markusgemeinde einen backsteinernen Kirchenbau im neugotischen Stil, der sich an der Gestaltung und den Maßen der Heilig-Geist-Kapelle in der Spandauer Straße in Berlin-Mitte orientierte, weil diese zum Abriss vorgesehen war.
Für das Gotteshaus in der Kolonie Friedrichsberg erfolgte am 24. August 1891 die Grundsteinlegung (im Kirchenraum hängt eine Abschrift der Stiftungs- und Grundsteinlegungs-Urkunde). Unter Leitung des Regierungsbaumeisters Starkloff konnte es fertiggestellt werden (aber noch ohne Turm). Am 22. September 1892 wurde der Kirchbau durch den Fürstbischöflichen Delegaten Propst Joseph Jahnel auf den Namen Sankt Mauritius geweiht und seinem ersten Pfarrer Nicolaus Kuborn (* 7. Februar 1854 in Mertert; † 17. August 1922 in Wilhelminenhof) übergeben. Die Baukosten in Höhe von 112.949,44 Mark (kaufkraftbereinigt in heutiger Währung: rund 916.000 Euro) wurden vollständig durch Spenden aufgebracht, wozu Kuborn unzählige Bittbriefe an Katholiken in ganz Deutschland verschickt hatte.
Das zweigeschossige nebenstehende Pfarrhaus, das auch auf Pläne von Hasak zurückgeht, wurde nach Plänenen und unter Leitung des Architekten Karl Bleckmann gebaut; der Bau erfolgte in nur sieben Monaten und konnte im September 1897 eingeweiht werden.
Im Jahr 1900 wurde eine Sakristei angebaut, die mit vier farbigen Bogenfenstern gestaltet und später als Taufkapelle genutzt wurde.
Bereits 1905/1906 musste der Kirchbau wegen kurzfristiger Verdreifachung der Einwohnerzahlen in diesem Gebiet erweitert werden, was durch die Architekten Sodermann und P. Pohl geplant und unter der Leitung von Max Hasak realisiert wurde. Auch dieser Erweiterungsbau wurde durch zahlreiche Spenden ermöglicht.

## Äußere Gestalt

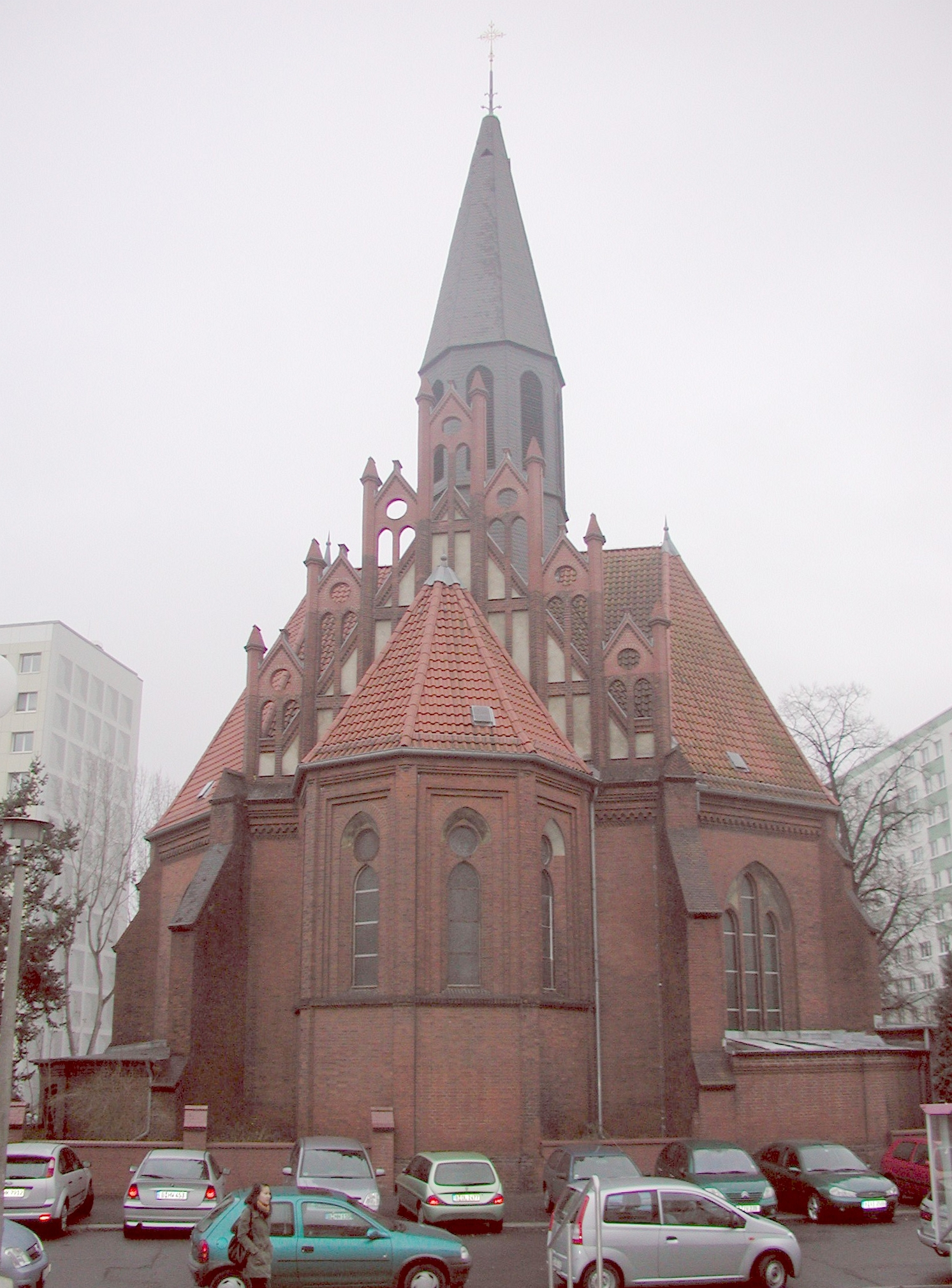
Mauritiuskirche von Norden

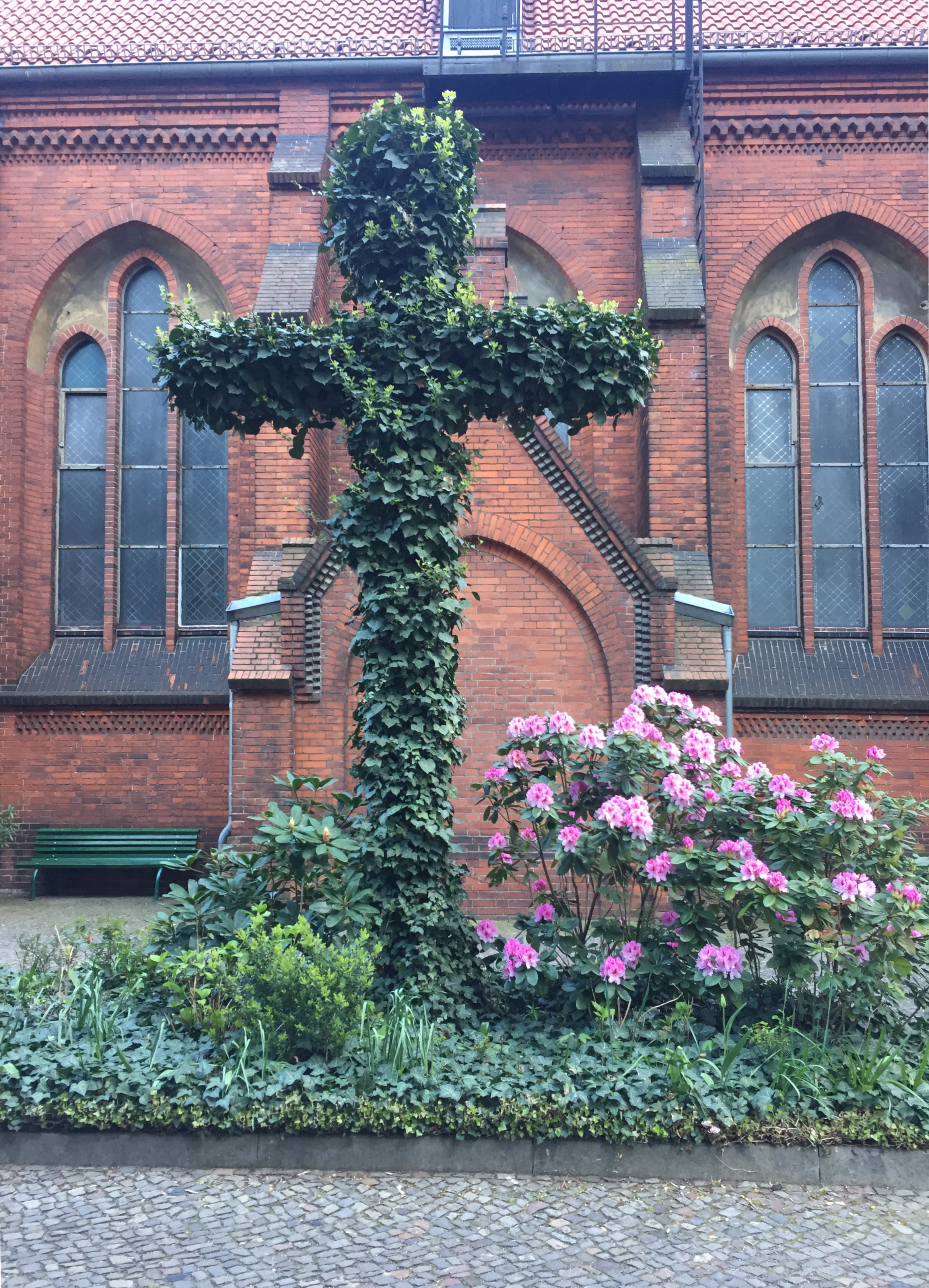
Beranktes Kreuz im Pfarrhof zwischen Pfarrhaus und der Kirche. Es befindet sich in einem angelegten Blumenbeet. Nach Hochämtern oder ähnlichen Messen wird es zur Entlassung der Ministranten genutzt.

Auf dem Querschiff und über dem Chorraum sind verschieferte Dachreiter aufgesetzt, die an die Baustile von früheren Zisterzienserklöstern erinnern. Der Eingangsbereich des Bauwerkes wird durch einen reich verzierten Wimperg-Pfeilergiebel dominiert, der 50 Meter hohe Turm von einem achteckigen Spitzhelm mit einem vergoldeten Kreuz bekrönt. Der Turm des ursprünglichen Baus war kompakter und wurde von außen durch eiserne Pfeiler an seinen acht Ecken gestützt. 1932 musste er erstmals repariert werden und das Dach wurde umgedeckt. Am Ende des Zweiten Weltkriegs wurde der Kirchturm durch Bombenabwürfe deutscher Tiefflieger zerstört und danach in vereinfachten Formen, so wie er heute noch zu sehen ist, wieder errichtet. Die gesamte äußere Instandsetzung der Kirche war 1952 abgeschlossen.
Die baulichen Änderungen durch den ersten Erweiterungsbau sowie durch Zumauern von Fenstern und Eingängen (notwendig geworden durch politische Unruhen und Kriminalität nach dem Ersten Weltkrieg) sind von außen gut zu erkennen.

## Kircheninneres

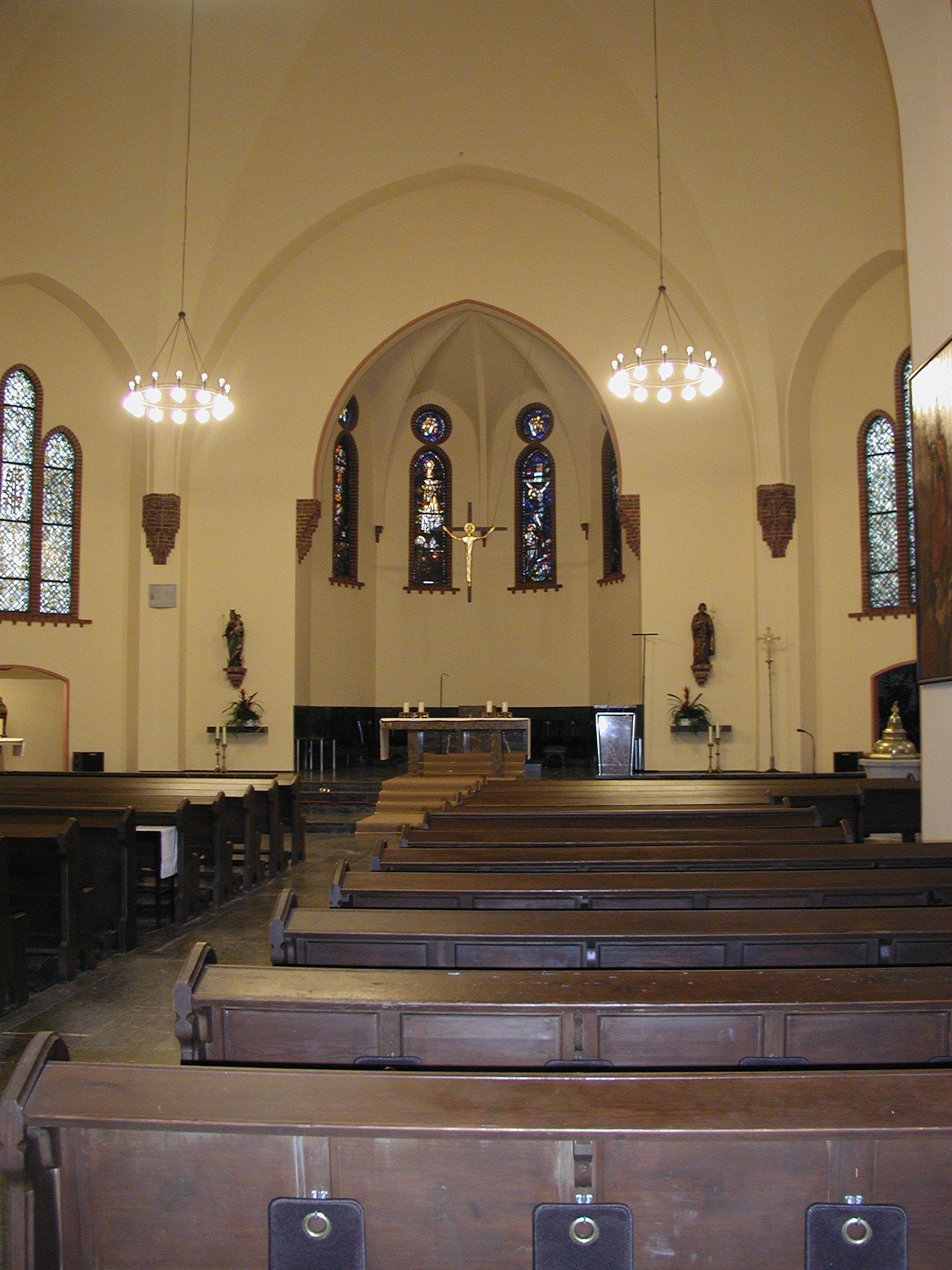
Blick auf die Altarseite

Das Kirchenschiff ist in fünf Jochen errichtet und mündet in einen dreiseitigen Chorschluss, das Innere wird von Kreuzrippen überwölbt. Bei dem Erweiterungsbau wurde die ursprüngliche Apsis mit der Empore zu einem neuen Haupteingang umgestaltet, der frühere Eingangsbereich mit einem querschiffartigen beidseitig polygonal geschlossenen Anbau wurde nun der neue großzügige Chorraum. Über der so entstandenen Vierung wurde dann der Glockenturm errichtet. Ein kleines rundes Fenster über dem Haupteingang mit der Darstellung des Lamm(es) Gottes weist auf den ersten Standort des Altars vor der Erweiterung (auf dem Foto hinter der Orgel zu sehen).
Insgesamt ist das Hauptschiff 40 Meter lang und rund 11 Meter breit, der Erweiterungsbau misst 20 m in der Länge und 16 m in der Breite.
Die Ausgestaltung des Kirchenraumes übernahm Regierungsbaumeister August Menken, der auch hierfür den neogotischen Stil verwendete.
Den Altar und die Kanzel schuf Holzbildhauer Gustav Kuntzsch aus Wernigerode. Im Zuge der Erweiterung der Kirche wurde der Altar 1908 durch einen neuen, größeren ersetzt, der Verbleib ist unbekannt. Die Kanzel stand bis zur Umgestaltung nach dem II. Vatikanum in der Kirche und ist wahrscheinlich 1965 vernichtet worden.
Die Fenster über dem Hauptportal wurden mit Darstellungen des heiligen Mauritius geschmückt, die Seitenportale trugen Engelsfiguren.
Die Fenster hinter dem Altarraum zeigten figürliche Glasmalereien aus der Schöpfungsgeschichte, geschaffen von dem Künstler Victor Johann von der Forst. Diese historischen Fenster wurden durch die Kriegshandlungen zum Ende des Zweiten Weltkriegs zerstört. Bereits im Mai 1945 konnte auf Befehl und mit Hilfe des russischen Kommandanten für Lichtenberg die Wiederherstellung der Kirche in Angriff genommen werden. Als erstes erhielt sie neue Altarfenster, die nach Entwürfen der Künstlerin Helena Starck aus Wilmersdorf angefertigt wurden und Verkündigung, Geburt, Kreuzigung und Auferstehung darstellen.
Der neue hölzerne Hochaltar der Mauritiuskirche wurde am 27. September 1908, nach der Fertigstellung des Erweiterungsbaus, geweiht.
Im Jahr 1934 erfuhr der Innenraum der Kirche eine erste Erneuerung und nach dem Ende des Zweiten Weltkriegs bis 1953 eine Instandsetzung. Weitere, sehr weitgreifende Veränderungen des Kirchenraumes erfolgten 1965/1966. Die Änderungen orientierten sich an den neuen vatikanischen Empfehlungen: eine Heizung wurde eingebaut, der Fußboden erneuert, Klinker von den Wänden abgenommen, die danach verputzt und mit hellen Farben gestrichen wurden. Außerdem wurden der hölzerne Hochaltar entfernt und neue Messing-Kronleuchter aufgehängt. Schließlich ließ die Gemeinde von dem Grafiker Alfons Bittner noch neue Kircheninsignien wie ein Altarkreuz und ein Tabernakel aus Kupfer anfertigen.
Bereits 1947 konnte in der Taufkapelle eine neu geschaffene Pietà des Bildhauers Josef Weber aus Berlin-Wilmersdorf aufgestellt werden. 1946 plante auch Charles Crodel ein Fenster mit Schutzmantelmadonna.
Nach 1990 erfuhr das Innere noch einmal eine technische Veränderung, eine Verstärkeranlage und neue elektrische Leuchter wurden installiert.

## Orgel

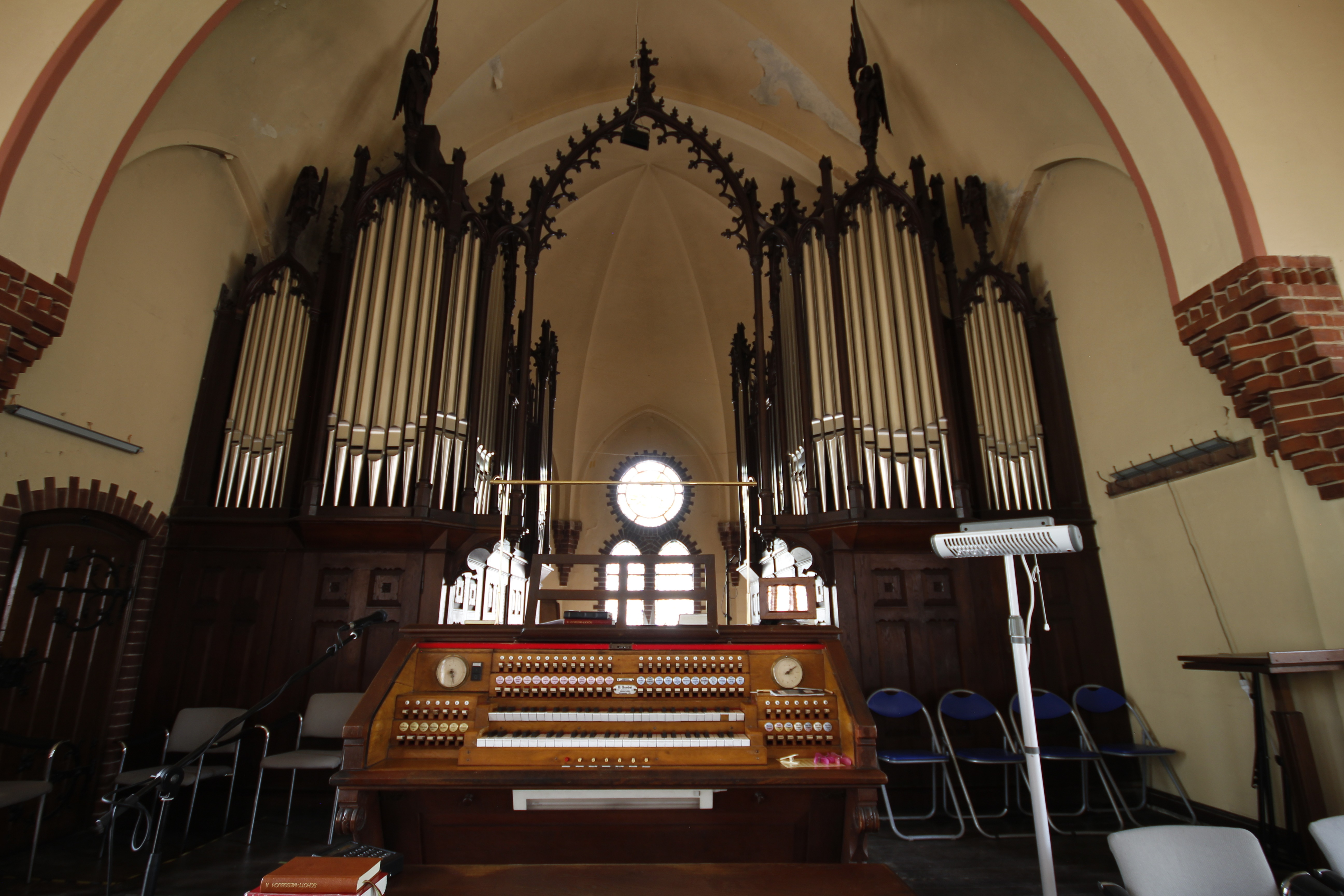
Orgelempore und ‚Lamm‘-Fenster dahinter

Im Jahr 1910 erhielt die Kirche eine Orgel des Orgelbaumeisters Bruno Goebel aus Königsberg, von der 1917 die Zinn-Prospektpfeifen (und in den 1940er-Jahren auch einige der größten Innenpfeifen) zu Kriegszwecken eingeschmolzen wurden. Nach dem Krieg wurden die fehlenden Pfeifen durch Zinkpfeifen ersetzt. Die Orgel mit pneumatischen Membranladen ist auf zwei Gehäuseteile aufgeteilt, die mit einem Schnitzwerk-Bogen verbunden sind und den Blick auf das 'Lamm-Gottes-Fenster' des ehemaligen Altarraums (bis 1905) frei lassen. Nach einer Überholung im Jahr 2002 fand im Jahr 2013 eine umfassende Restaurierung durch die Orgelbauwerkstatt Wolter, Dresden, statt. Dabei wurden auch die Zinn-Prospektpfeifen rekonstruiert. Die Disposition lautet in der originalen Schreibweise am Spieltisch:
| I. Manual (Hauptwerk) C–f3 |       |
| Principal                  | 16′   |
| Principal                  | 8′    |
| Gedeckt                    | 8′    |
| Concert-Flöte              | 8′    |
| Gemshorn                   | 8′    |
| Quintatön                  | 8′    |
| Gamba                      | 8′    |
| Octave                     | 4′    |
| Octave                     | 4′    |
| Hohlflöte                  | 4′    |
| Rausch-Quinte II           | 2 ⁄3′ |
| Mixtur IV                  | 2′    |
| Cornett II–III             | 2 ⁄3′ |
| Trompete                   | 8′    |

| II. Manual (Schwellwerk) C–f3 |       |
| Bordun                        | 16′   |
| Principal amabile             | 8′    |
| Still-Gedeckt                 | 8′    |
| Rohrflöte                     | 8′    |
| Aeoline                       | 8′    |
| Vox-coelestis                 | 8′    |
| Salicional                    | 8′    |
| Prestant                      | 4′    |
| Traversflöte                  | 4′    |
| Blockflöte                    | 2′    |
| Progressiv harm. II–III       | 2 ⁄3′ |
| Oboe                          | 8′    |

| Pedalwerk C–d1 |         |
| Principal      | 16′     |
| Subbass        | 16′     |
| Violon         | 16′     |
| Quintbass      | 10 2⁄3′ |
| Bassflöte      | 8′      |
| Cello          | 8′      |
| Posaune        | 16′     |

- Koppeln:
  - Normalcoppeln: II/I, I
  - Sub.-Oct.-Coppeln: II/I, II
  - Sup.-Oct.-Coppeln: II/I, II
- Spielhilfen: 1 Freie Combinatino, 5 Festecombinationen (p, mf, f, ff, Tutti) mit Auslöser, 4 Einführungstritte über dem Pedal mit Auslöser-Tritt (Gambenchor, Flötenchor, Principalchor, Zungenchor), Rollschweller (an/ab als Tritt), automatische Pedalumschaltung (ständig wirkend, nicht schaltbar)

## Glocken
Die Kirche hatte ursprünglich drei bronzene Glocken, die von der Glockengießerei Franz Schilling in Apolda angefertigt worden waren, die folgende kleine Tabelle gibt einige Daten an:
| Name der Glocke | Gewicht (kg) | Schlagton | Bemerkungen, Inschriften am Glockenkörper |
| --------------- | ------------ | --------- | --- |
| St. Josef       | 0001800      | c         | im Ersten Weltkrieg eingeschmolzen |
| St. Maria       | 0001100      | es        | im Ersten Weltkrieg eingeschmolzen |
| St. Mauritius   | 0000750      | f         | 1942 im Zweiten Weltkrieg eingeschmolzen; eine Initiative der Gemeinde hat begonnen, für die Wiederbeschaffung der dritten Glocke Spenden einzuwerben (2007) |
| St. Nicolaus    | ca. 1500     | c         | Damit alle eins sind |
| St. Carolus     | ca. 1000     | es        | Alles zur größeren Ehre Gottes |

Die beiden größten Glocken mussten während des Ersten Weltkriegs als Metallspende des deutschen Volkes abgeliefert werden und wurden eingeschmolzen. Nach dem Krieg bekam die Mauritius-Kirche zwei neue, diesmal eiserne Glocken, die wiederum in Apolda gegossen wurden. Die Glockenweihe fand am 14. September 1924 auf dem Platz vor der Kirche statt.
Schließlich musste die letzte noch vorhandene Bronzeglocke im Zweiten Weltkrieg auch noch für Kriegszwecke abgeliefert werden.

## Seelsorge

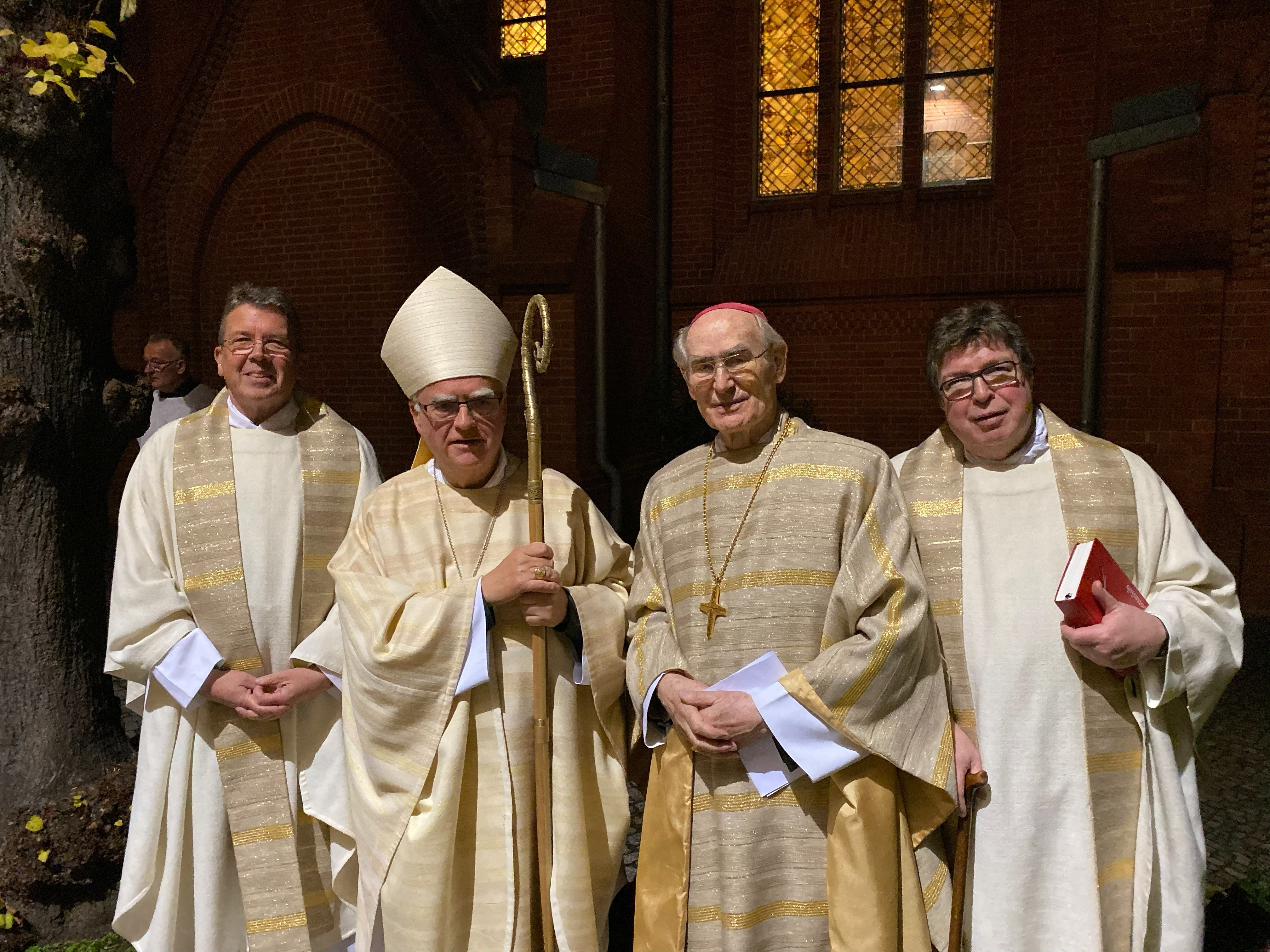
Generalvikar, Erzbischof Koch, Erzbischof Nossol, Msgr. Onizazuk nach der Messe zum 30. Jubiläum der friedlichen Revolution vor der St.-Mauritius-Kirche, November 2019

### Pfarrer (Auswahl)
Das erste Pfarramt dieser Gemeinde bekleidete Nicolaus Kuborn, dessen Berufungsurkunde im Kirchenschiff zu sehen ist.
2022, nachdem sich drei ehemalige Einzelgemeinden zusammengeschlossen haben, wurde der 1983 zum Priester geweihte Domkapitular a. D. Hochwürden Winfried Onizazuk als Gemeindeseelsorger ins Amt berufen.

### Aktivitäten der St. Mauritius-Gemeinde

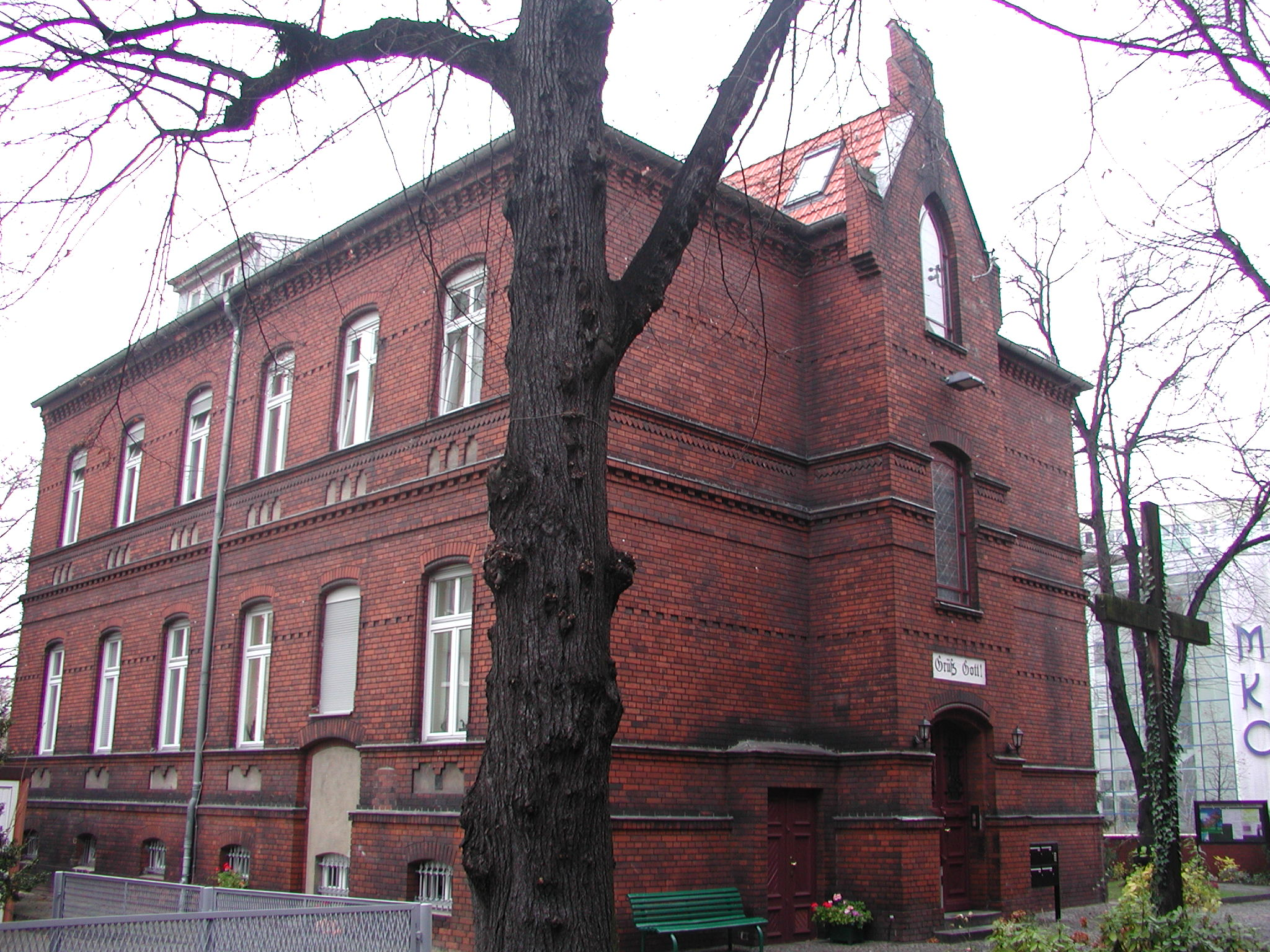
Pfarrhaus der Mauritius-Kirche

Die Kirche beherbergte seit 1902 das Konvent Schwestern von der Heiligen Elisabeth (wegen ihrer grauen Kleidung auch Graue Schwestern genannt), die in der Kinderbetreuung und Altenpflege tätig waren.
Nicolaus (auch ‚Nikolaus‘ geschrieben) Kuborn setzte sich gemeinsam mit seinem Kaplan Bernhard Lichtenberg für die Gründung von katholischen Schulen in Lichtenberg und Rummelsburg ein. So konnte am 9. Oktober 1911 ein Kindergarten der Katholischen Mädchenschule in Friedrichsberg bei Berlin (in der Bürgerheimstraße, später: Atzpodienstraße 45/46) eingeweiht werden. In der Zeit des Nationalsozialismus wurde die Schule geschlossen und auch nach dem Zweiten Weltkrieg nicht wieder zugelassen.
In den 1990er-Jahren gründete sich der Katholische Elternverein e. V., der jahrelang für die (Wieder-)Errichtung einer katholischen Grundschule in Lichtenberg kämpfte. Im August 1995 war das von Erfolg gekrönt: mit zwei Klassen begann schließlich der Unterricht als Gäste in der St. Franziskus Schule in Schöneberg, während die neue Schule in einer ehemaligen Kindertagesstätte eingerichtet wurde, aber bei Schulbeginn noch nicht fertig war. Die Mauritius-Schule ist eine von 13 Grundschulen, die das Erzbistum Berlin in eigener Trägerschaft führt.

## Vorgänge im Umfeld und Gedenken

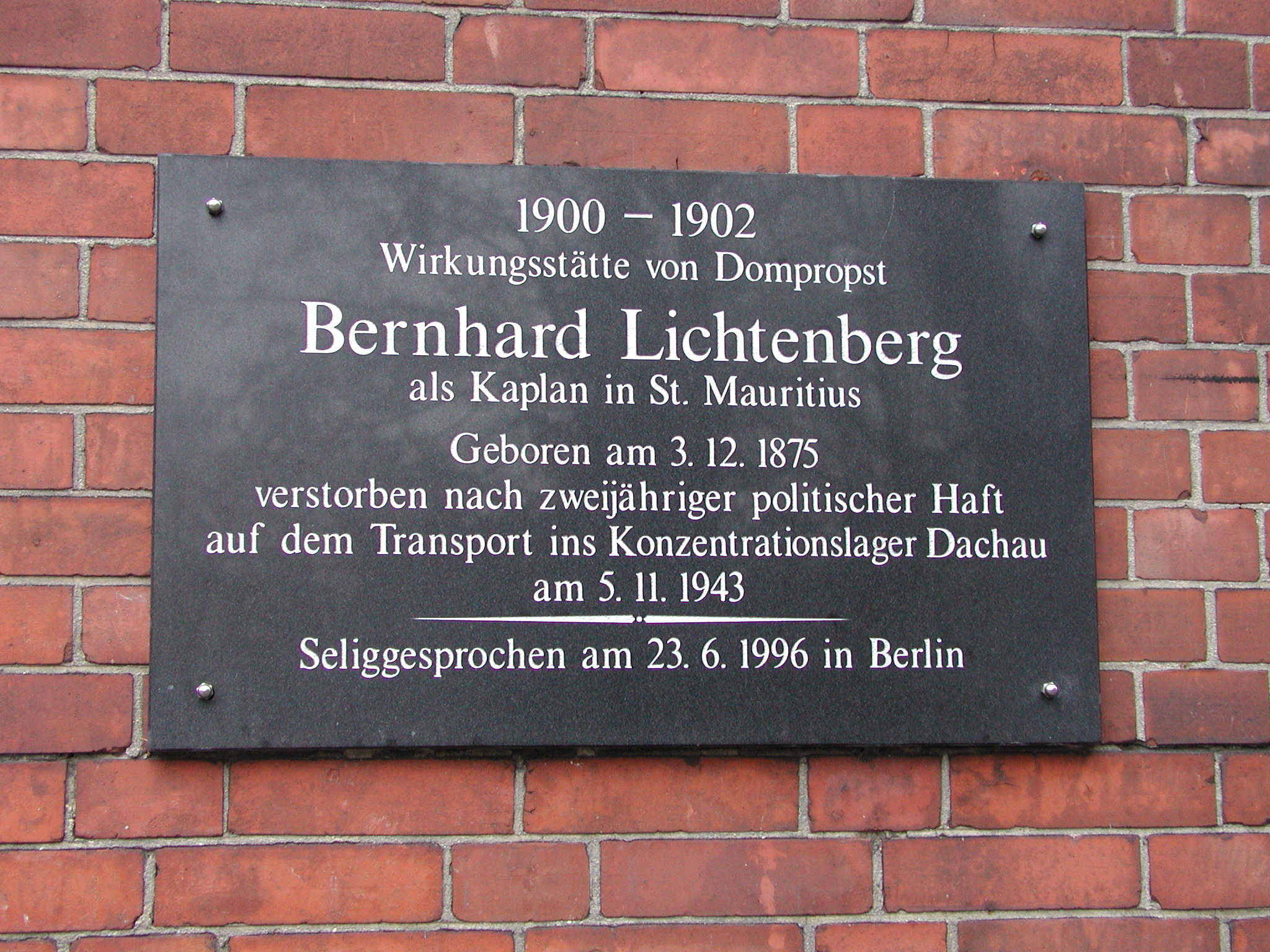
Gedenktafel für Bernhard Lichtenberg

Im Jahr 1902 erwarb Nicolaus Kuborn ein Grundstück in der Kurzen Straße in Friedrichsfelde, um die Filialkirche (Pfarrkirche) Zum Guten Hirten zu bauen.
Während der Novemberrevolution 1918 spielten sich in dem Friedrichsberger Wohngebiet bis hin zur großen Frankfurter Allee militärische Kämpfe ab, im Kirchturm hatten die Arbeiter und Matrosen ein Maschinengewehr in Stellung gebracht. Dadurch geriet der Turm auch unter Beschuss durch das Freikorps und wurde beschädigt.
An der Außenmauer der Chorapsis befindet sich ein Relief, das den heiligen Antonius darstellt. Es wurde in Kunststein gegossen, am 19. Juni 1943 feierlich eingeweiht und erinnert an die in der Gemeinde verbreitete Antonius-Verehrung.
Auch an dieser Kirche wird mit einer Gedenktafel an das Wirken und die Bedeutung von Bernhard Lichtenberg erinnert, wie das Bild zeigt.
Ein Einkaufszentrum, dem 1992 ein typischer DDR-Dienstleistungswürfel weichen musste, erhielt – trotz Protesten des Erzbischöflichen Ordinariats – bei seiner Fertigstellung im Jahr 1996 den Namen Mauritius Kirch Center, da es mit der alten Backsteinkirche einen kleinen offenen Platz bildet.